# Chin Chueh Gung
Chin Chueh Gung is een taoïstische en Chinese tempel aan de Smart Street in de wijk Flushing van New York. De tempel bevat zoals andere Chinese tempels zeer veel beelden en altaren waar gelovigen kunnen bidden. De tempel richt zich vooral op Chinezen van Taiwanese afkomst. De tempel is gewijd aan de Bei Di, daarnaast worden ook vele andere Chinese goden en godinnen vereerd.